# Anigraea obscura
Anigraea obscura är en fjärilsart som beskrevs av Moore. Anigraea obscura ingår i släktet Anigraea och familjen nattflyn. Inga underarter finns listade i Catalogue of Life.